# 名人錄 (電影)
《名人錄》（英語：Celebrity）是一部1998年由伍迪·艾倫導演的美國喜劇黑白電影。

## 演員
- 肯尼斯·布萊納 飾 Lee Simon
- 茱蒂·戴維斯 飾 Robin Simon
- 薇諾娜·瑞德 飾 Nola
- 李奧納多·狄卡皮歐 飾 Brandon Darrow
- 梅拉尼·格里菲思 飾 Nicole Oliver
- 芳姬·詹森 飾 Bonnie
- 喬·曼帖那（英语：Joe Mantegna） 飾 Tony Gardella
- 莎莉·賽隆 飾 Supermodel
- 葛雷琴·莫爾 飾 Vicky
- 麥可·倫納（英语：Michael Lerner (actor)） 飾 Dr. Lupus
- 伊薩克·米茲拉希（英语：Isaac Mizrahi） 飾 Bruce Bishop
- 畢比·諾維爾什 飾 Nina
- 漢克·阿扎里亞 飾 David
- 道格拉斯·麥格拉斯（英语：Douglas McGrath） 飾 Bill Gaines
- J·K·西蒙斯 飾 Souvenir Hawker
- 迪倫·貝克 飾 Catholic Retreat Priest
- 黛博拉·梅辛 飾 TV Reporter
- 艾莉森·珍妮 飾 Evelyn Isaacs
- 凱特·伯頓（英语：Kate Burton (actress)） 飾 Cheryl
- 葛瑞·貝克（英语：Gerry Becker） 飾 Jay Tepper
- 托尼·西里科 飾 Lou DeMarco
- 賽莉亞·威斯頓（英语：Celia Weston） 飾 Dee Bartholomew
- 艾達·特托羅 飾 Olga
- 蘿莉·巴格里（英语：Lorri Bagley） 飾 Gina
- 大衛·馬古利斯（英语：David Margulies） 飾 Counselor Adelman
- 傑佛瑞·懷特 飾 Greg
- 托尼·達羅（英语：Tony Darrow） 飾 Moving Man
- 阿德里安·格蘭尼、山姆·洛克威爾和John Doumanian 飾 Darrow的隨從
- 格雷格·莫托拉 飾 Director
- Michael Moon（英语：Michael Moon (band)） 飾 他自己/El Flamingo Band
- 唐納·川普 飾 他自己
- 伊恩·桑莫哈德 飾 Unconfirmed
- 凱倫·達菲（英语：Karen Duffy） 飾 TV Reporter
- Frank Licari 飾 Camera Man

## 外部連結
- 互联网电影数据库（IMDb）上《名人錄》的资料（英文）
- 爛番茄上《名人錄》的資料（英文）
- AllMovie上《名人錄》的资料（英文）
- Box Office Mojo上《名人錄》的資料（英文）